# Ordre de l'Honneur (Azerbaïdjan)
Pour les articles homonymes, voir Ordre de l'Honneur.
L'ordre de l'Honneur (en azéri : Şərəf ordeni) est une distinction honorifique de la république d'Azerbaïdjan.

## Histoire et statut
L'ordre a été créé le 16 février 2007, par le décret n° 248-IIIQ du président de la République, Ilham Aliyev. Il est décerné aux citoyens de la république d'Azerbaïdjan, aux ressortissants étrangers et aux apatrides pour récompenser les services suivants :
- contributions spéciales à la république d'Azerbaïdjan et à la nation;
- contributions spéciales à la construction de l'État azerbaïdjanais;
- contributions spéciales au développement économique, scientifique, social et culturel;
- contributions spéciales dans les domaines de la science, de la culture, de la littérature, des arts, de l'éducation et de la santé[2].

## Insigne
L'insigne présente la forme d'une étoile à huit branches, en or et en platine, qui porte en son centre une plaque ronde. Celle-ci est formée de deux cercles, un externe en platine portant l'inscription Şərəf, et un second interne en or, et frappée en son centre d'un rubis d'imitation. L'insigne est suspendu à un ruban de couleur rouge foncé avec deux lignes parallèles de couleur or de chaque côté. Le revers de l'insigne est poli et porte un numéro gravé au centre.
L'insigne de l'ordre est épinglé sur le côté gauche de la poitrine.